# Rohatsko
Rohatsko är en ort i Tjeckien.   Den ligger i regionen Mellersta Böhmen, i den centrala delen av landet, 60 km nordost om huvudstaden Prag. Rohatsko ligger 234 meter över havet och antalet invånare är 147.
Terrängen runt Rohatsko är huvudsakligen platt. Rohatsko ligger nere i en dal. Runt Rohatsko är det ganska glesbefolkat, med 38 invånare per kvadratkilometer. Närmaste större samhälle är Mladá Boleslav, 14,6 km väster om Rohatsko. Trakten runt Rohatsko består till största delen av jordbruksmark.